# François Garçon
François Garçon est un historien franco-suisse, spécialisé en histoire du cinéma. Il s'est fait connaître par ses travaux sur les ressorts de la prospérité suisse et sur sa critique du documentaire Le Cauchemar de Darwin.

## Biographie

### Études et carrière
François Garçon est docteur en histoire après des études aux universités de Genève et d'Oxford. Il est maître de conférences à l'université Paris I depuis 1999. 

### Critique du film Le cauchemar de Darwin
François Garçon a publié dans Les temps modernes en 2005 une critique du film Le cauchemar de Darwin, où il conteste certains des faits présentés et la vision du monde délivrée. Il publie également un livre dédié à sa critique. En janvier 2008, le réalisateur du film, Hubert Sauper, porte plainte contre François Garçon pour diffamation. François Garçon est condamné en première instance à 500 euros d'amende avec sursis par le tribunal correctionnel de Paris pour diffamation pour une partie de ses propos, où il a affirmé que le réalisateur aurait payé des enfants pour « jouer et rejouer des scènes ». François Garçon fait appel de la décision et perd. La Cour d'appel confirme que François Garçon ne disposait « manifestement pas d'une base factuelle suffisante pour formuler à l'encontre du réalisateur une telle accusation de manipulation des enfants et de tromperie sur la réalité des situations qu'il a filmées ».

### Causes de la prospérité suisse
Ses travaux suivants ont porté sur les ressorts de la prospérité suisse. Il défend la thèse que la Suisse ne doit pas sa prospérité à ses banques, mais au contrôle permanent qu'exerce le souverain sur ses institutions, par le biais du droit d'initiative et de référendum populaire et par la subsidiarité ascendante,,,. Il a écrit plusieurs ouvrages sur le sujet ayant reçu une couverture médiatique en France et en Suisse. Il vante également les mérites des infrastructures suisses, notamment dans la formation et l'enseignement supérieur,,,,.